# 청사진법

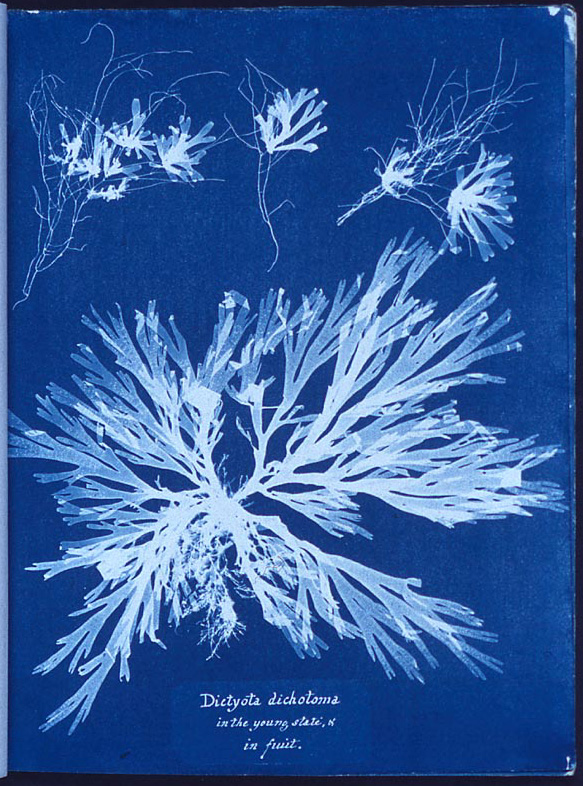

청사진법(cyanotype)은 청록-파랑계열의 색으로 사진을 인화하는 기법이다. 존 허셜이 개발했다.

## 같이 보기
- 청사진(blueprint)